# David J. Hesselgrave
David J. Hesselgrave (* 3. Januar 1924 in North Freedom, Wisconsin; † 21. Mai 2018 in Rockford, Illinois) war Missionar der Evangelical Free Church of America und Professor für Missiologie der Trinity Evangelical Divinity School in Deerfield, Illinois. Durch seine Forschungen, Vorlesungen, Vorträge und Publikationen machte er auf die Herausforderungen bei der Interkulturellen Kommunikation des Evangeliums aufmerksam.

## Leben
Hesselgrave studierte Philosophie und Rhetorik, er promovierte an der University of Minnesota in Kommunikationswissenschaften mit einem Schwerpunkt in interkultureller Kommunikation. Er war danach fünf Jahre im pastoralen Dienst tätig, bevor er als Missionar der Evangelical Free Church of America (EFCA) für zwölf Jahre nach Japan ging, wo er lehrte, predigte und mit japanischen Pastoren Radiobotschaften ausstrahlte. Nach seiner Rückkehr in die USA lehrte er drei Jahre lang an der University of Minnesota. 1965 begann er seine Tätigkeit an der Trinity Evangelical Divinity School. Während seiner Tätigkeit dort baute er ein Programm für Weltmission auf, und er war für 14 Jahre der Vorsitzende des Bereichs Mission und Evangelisation. Weitere Lehraufträge führten Hesselgrave an das Evangelical Theological College in Hongkong und das Asian Theological Seminary in Manila. Hesselgrave emeritierte 1991. In insgesamt vierzig Ländern konnte er missionswissenschaftliche Vorträge halten, womit er einen wesentlichen Einfluss auf die Entwicklung der weltweiten evangelikalen Missionsarbeit hatte.
Hesselgraves fachliche Kompetenz erstreckte sich über die Gebiete interkulturelle Kommunikation, interkulturelle Beratung, Gemeindegründung und Missionstheologie. Er war Mitglied der EFCA Ministerial Association, der American Society of Missiology und der Evangelical Missiological Society (EMS), die er mit Donald McGavran gründete und deren Geschäftsführer er von 1991 bis 1994 war.
Neben Charles Kraft war es hauptsächlich Hesselgraves Verdienst, in den 1970er und 1980er Jahren der Bedeutung der Kultur in der Missionswissenschaft und -praxis Geltung verschafft zu haben. Ed Setzer, der amerikanische Theologe und Mitautor und Herausgeber des Buches MissionShift, bezeichnete ihn als Anführer der evangelikalen Missiologie (englisch: dean of evangelical missiology).
David Hesselgrave lebte zuletzt mit seiner Frau Gertrude in Rockford, Illinois, wo er 2018 im Alter von 94 Jahren starb.

## Ehrungen
Im Jahr 2012 rief Missio Nexus, gegründet von IFMA und EFMA, einen Hesselgrave the Lifetime of Service Award ins Leben.

## Familie
Hesselgrave lernte seine Frau Gertrude 1945 am Trinity Bible Institute in Chicago kennen, sie heirateten 1948 und hatten zusammen drei Kinder.

## Schriften (Auswahl)
- Communicating Christ Cross-Culturally: An Introduction to Missionary Communication, Zondervan, Grand Rapids 1978, ISBN 0-310-36691-7; 2. Ausgabe: 1991, ISBN 0-310-36811-1.
  - mit Klaus W. Müller: Missionarische Verkündigung im kulturellen Kontext: Eine Einführung, Brunnen, Gießen 2010, ISBN 978-3-765-51739-6.
- What in the World Has Gotten into the Church?: Studies in the Book of Jude for Contemporary Christians, Moody Publications, 1981, ISBN 0-802-49386-6.
- Counseling Cross-Culturally: An Introduction to Theory and Practice, Baker Book House, Grand Rapids 1984, ISBN 0-801-04282-8; Wipf und Stock, 2002, ISBN 1-579-10861-X.
- Today's Choices for Tomorrows Mission: An Evangelical Perspective on Trends and Issues in Missions, Zondervan, Grand Rapids 1988, ISBN 0-310-36821-9.
- Scripture and Strategy: The Use of the Bible in Postmodern Church and Mission, William Carey Library, Pasadena 1994, ISBN 0-878-08375-8.
- Planting Churches Cross-Culturally: North America and Beyond, Baker Pub Group, Grand Rapids 1980, ISBN 0-801-04219-4; 2. Ausgabe, 2000, ISBN 0-801-02222-3.
- mit Edward Rommen: Contextualization – Meanings, Methods, and Models, William Carey Library, Pasadena 2000 und 2003, ISBN 0-878-08775-3
- mit Keith Eitel (Hrsg.): Paradigms in Conflict: 15 Key Questions in Christian Missions Today, Kregel Academic & Professional, 2005, ISBN 978-0-825-42770-1 und 2018, ISBN 978-0-825-44477-7.
- mit Ed Setzer: MissionShift: Global Mission Issues in the Third Millennium, 2010.
- mit Lianna Davis: We Evangelicals and Our Mission: How We Got to Where We Are and How to Get to Where We Should Be Going, 2020.